# 護軍統領
護軍統領，為後金、清朝設置統率清軍八旗精銳的護軍營官兵之職官，員額8人，上三旗鑲黃旗、正黃旗、正白旗、下五旗鑲白旗、正藍旗、鑲藍旗、正紅旗、鑲紅旗各1人，品秩正二品，由皇帝於滿洲、蒙古王公大臣、護軍統領、副都統中簡選補授。

## 建置
後金天命初年於軍中選拔精銳士兵，每牛彔甲兵100人中，選白巴牙喇10人、红巴牙喇40人。長官稱為巴牙喇纛額真（穆麟德轉寫：bayarai tui ejen）。天聰初年，定巴牙喇營制，每牛彔僅抽10人。八年（1634年），巴牙喇纛額真改稱為巴牙喇纛章京（穆麟德轉寫：bayarai tui janggin）。順治十七年（1660年）巴牙喇纛章京漢字稱為護軍統領。康熙三十三年（1694年）鑄給護軍統領印信8顆。雍正八年（1730年）設立護軍統領衙門左翼四旗、右翼四旗各一所。
護軍統領掌管護軍營政令、遴選八旗精銳士兵、選補營官、按時操練、進班宿衛皇宮、帶刀隨扈巡幸、圍獵演習步圍、戰時統兵出征。護軍營兵缺額時，由護軍統領會同本旗都統於本佐領下驍騎、執事人、教養兵、步軍、閒散壯丁內，遴選善於滿語、弓馬嫻熟、人材壯健者補用。
護軍統領出缺時，由兵部開列奏請補授，亦可由王公大臣特簡。護軍統領下轄協理事務護軍參領、護軍參領、副護軍參領、護軍校、筆帖式等官。另設景運門值班大臣、印務章京、上三旗司鑰章京、下五旗司鑰章京各1員，掌值班宮闕門禁。